# ميس جولياني
ميس جولياني (الاسم العلمي:Celtis julianae) هو نوع من النباتات يتبع جنس الميس من الفصيلة القنبية.